# Kraftwerk Theiß
Das Kraftwerk Theiß ist ein Wärmekraftwerk der EVN AG in Gedersdorf, Niederösterreich, mit Standort in der Katastralgemeinde Theiß. Es ist mit einer Nennleistung von rund 800 MW das leistungsstärkste Kraftwerk der EVN.
Es besteht aus einem 1976 in Betrieb genommenen GuD-Kombiblock und einer um das Jahr 2000 installierten dem Dampferzeuger vorgeschalteten Gasturbine. Es kann auch Fernwärme erzeugen und speichern (Leistung 60 MW).

## Ausstattung
Der von ehemals beiden Blöcken gemeinsam genutzte Kamin ist 135 Meter hoch und ist damit der dritthöchste Kamin Niederösterreichs. Als Brennstoff ist Erdgas vorgesehen; bei Engpässen kann aus Gründen der Versorgungssicherheit Heizöl als Energieträger eingesetzt werden. Die Erdgasversorgung erfolgt über die West-Austria-Gasleitung, Heizöl wurde oder wird per Tankschiff über die Donau angeliefert und in Tanks gelagert.
Das Kraftwerk hat seit 2020 eine dritte Gasturbine. Sie hat eine Nennleistung von 240 MW, wiegt 98 t und wurde gebraucht in Norwegen gekauft.

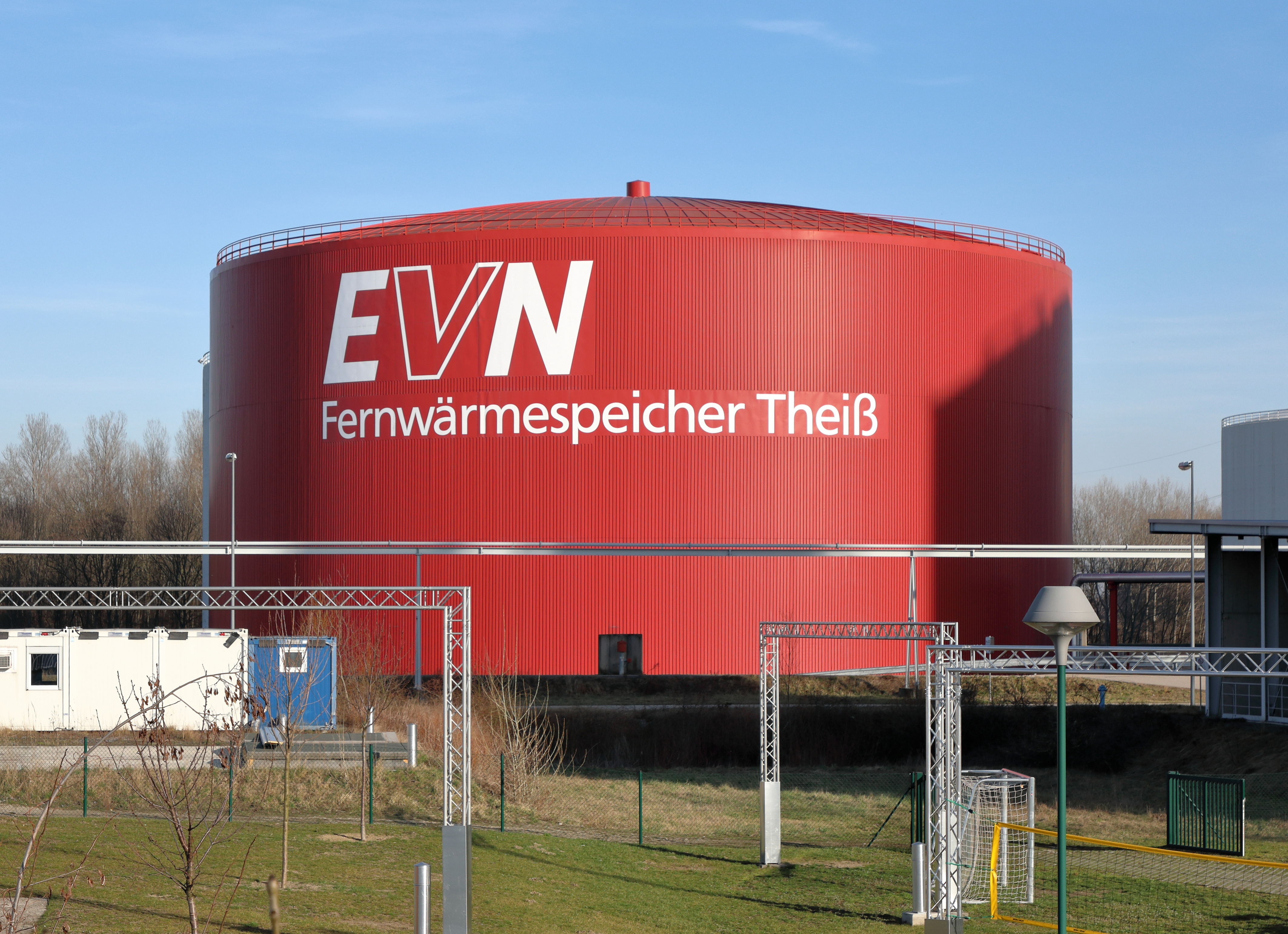
Fernwärmespeicher mit 50.000 m³ Inhalt, welcher das Fernwärmenetz Krems speist. Speichervermögen 2 GWh je Ladevorgang

Am 11. Jänner 2008 ging hier der bis dato größte Fernwärmespeicher Europas mit 50.000 Kubikmeter Wasser als Arbeitsmedium in Betrieb. Ein ehemals für Öl genutzter Tank mit etwa 50 m Durchmesser war thermisch isoliert und umgebaut worden. Die Auslegung der Temperaturschichtung wurde mit der Richardson-Zahl berechnet. 
Das Kraftwerk Theiß (EVN Wärme) versorgt per Fernwärmenetz Krems an der Donau, Gedersdorf und Grunddorf mit Wärme.
Die Reserve(gas)turbinen dienten von 2011 bis 2018 während des Atomausstiegs Deutschlands auch als Reservekapazität für das deutsche Stromnetz. Spitzenstrom konnte auf Anforderung der Übertragungsnetzbetreiber produziert werden.
Am Gelände des Kraftwerkes steht auch das Umspannwerk Theiß. Es hat einen Netzkuppeltransformator zwischen der 380-kV-Ebene und der 110-kV-Ebene mit einer Umspannleistung von 300 MVA.
| Block       | Brennstoff       | Leistung | Anmerkung   |
| ----------- | ---------------- | -------- | ----------- |
| A           | Gas              | 140 MW   | stillgelegt |
| B (Kombi)   | Gas              | 485 MW   |             |
| C (Reserve) | Gas / Gasturbine | 070 MW   |             |
| D (Reserve) | Gas / Gasturbine | 070 MW   |             |
| E (Reserve) | Gas / Gasturbine | 240 MW   |             |